# Picrasma quassioides
Picrasma quassioides är en bittervedsväxtart som först beskrevs av David Don, och fick sitt nu gällande namn av John Johannes Joseph Bennett. Picrasma quassioides ingår i släktet Picrasma och familjen bittervedsväxter. Utöver nominatformen finns också underarten P. q. glabrescens.